# جيجانتورابتور

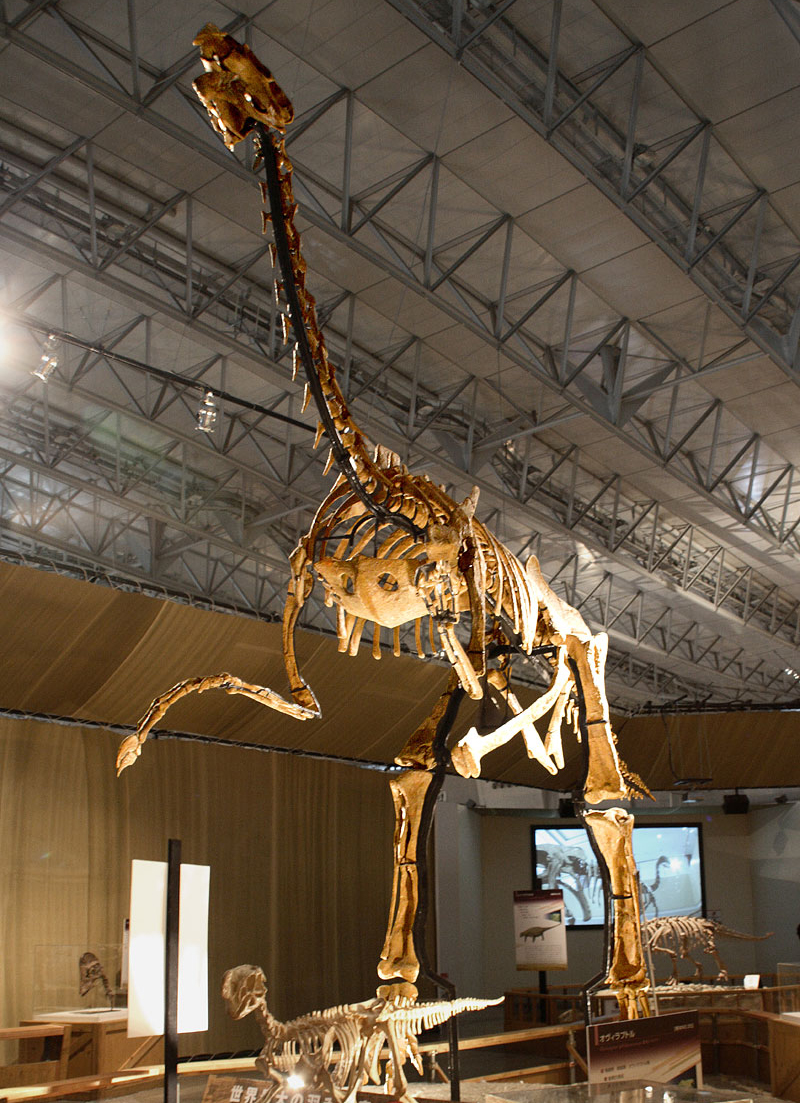
هيكل جيجانتورابتور

جيجانتورابتور أو غيغانتورابتور (بالإنجليزية: Gigantoraptor) الاسم يعني «اللص العملاقة» هو جنس من الديناصورات ذوات الأقدام العملاقة وقد اكتشف في عام 2005 في منطقة منغوليا الداخلية، طوله 8 أمتار وارتفاعه 5 امتار.

## اقرأ أيضاً
- ستيغوسيراس
- باريونيكس
- باكيسفالوصور